# Lệ Ninh, Quảng Trị
Lệ Ninh là một xã thuộc tỉnh Quảng Trị, Việt Nam được thành lập ngày 16 tháng 6 năm 2025 trong đợt cải cách thể chế Việt Nam 2024–2025 dựa trên sự sáp nhập của các đơn vị hành chính cũ bao gồm thị trấn nông trường Lệ Ninh, xã Sơn Thủy và xã Hoa Thủy

## Địa lý
Xã nằm ở khu vực Trung tỉnh Quảng Trị, có vị trí địa lý:
- Phía bắc giáp xã Trường Ninh
- Phía nam giáp xã Trường Phú
- Phía đông giáp xã Cam Hồng và xã Lệ Thủy
- Phía tây giáp xã Kim Ngân.

Thị trấn Nông trường Lệ Ninh có diện tích 56,32 km², dân số là 23.449 người, mật độ dân số đạt 416 người/km².
Đường Hồ Chí Minh chạy qua địa bàn xã.

## Kinh tế
Cơ cấu kinh tế của xã là nông nghiệp (cây công nghiệp), tiểu thủ công nghiệp, dịch vụ. Nơi giao lưu buôn bán có chợ Lệ Ninh.